# Кубок Італії з футболу 1942—1943
Кубок Італії з футболу 1942—1943 — 10-й розіграш Кубка Італії з футболу. У турнірі взяли участь 34 італійських клуби. Титул володаря кубка Італії вдруге здобуло «Торіно», яке у фіналі переграло «Венецію». Розіграш кубку був останнім перед перервою до 1958 року, викликаною військовими та післявійсовими причинами.

## Календар
| Раунд            | Дата                            | Матчі | Клуби   |
| ---------------- | ------------------------------- | ----- | ------- |
| Попередній раунд | 13 вересня 1942                 | 2     | 34 → 32 |
| 1/16 фіналу      | 19-24 вересня 1942              | 16    | 32 → 16 |
| 1/8 фіналу       | 27 вересня 1942 - 2 травня 1943 | 8     | 16 → 8  |
| 1/4 фіналу       | 16 травня 1943                  | 4     | 8 → 4   |
| 1/2 фіналу       | 23 травня 1943                  | 2     | 4 → 2   |
| Фінал            | 30 травня 1943                  | 1     | 2 → 1   |

## Попередній раунд
| Команда 1       | Рахунок | Команда 2  |
| --------------- | ------- | ---------- |
| 13 вересня 1942 |         |            |
| Кремонезе (2)   | 2:1     | Брешія (2) |
| Фанфулла (2)    | 6:1     | Савона (2) |

## 1/16 фіналу
| Команда 1       | Рахунок | Команда 2                  |
| --------------- | ------- | -------------------------- |
| 19 вересня 1942 |         |                            |
| МАТЕР (2)       | 1:6     | Ювентус                    |
| Наполі (2)      | 1:2     | Лаціо                      |
| 20 вересня 1942 |         |                            |
| Аталанта        | 3:1     | Лігурія                    |
| Барі            | 0:3     | Рома                       |
| Болонья         | 2:0     | Амброзіана-Інтер           |
| Дженоа 1893     | 5:3     | Спеція (2)                 |
| Ліворно         | 2:1     | Фіорентіна                 |
| Модена (2)      | 2:0     | Алессандрія (2)            |
| Новара (2)      | 1:1 дч  | Ювентіна Палермо (2)       |
| Падова (2)      | 3:5     | Мілан                      |
| Піза (2)        | 0:1     | Кремонезе (2)              |
| Торіно          | 7:0     | Анконітана-Б'янкі (2)      |
| Трієстіна       | 3:0     | Фанфулла (2)               |
| Удінезе (2)     | 2:1 дч  | Пескара (2)                |
| Венеція         | 2:1     | Сієна (2)                  |
| Віченца         | 3:0     | Аурора Про Патрія 1919 (2) |

Перегравання
| Команда 1            | Рахунок | Команда 2  |
| -------------------- | ------- | ---------- |
| 24 вересня 1942      |         |            |
| Ювентіна Палермо (2) | 2:0     | Новара (2) |

## 1/8 фіналу
| Команда 1            | Рахунок | Команда 2   |
| -------------------- | ------- | ----------- |
| 27 вересня 1942      |         |             |
| Аталанта             | 0:2     | Торіно      |
| Кремонезе (2)        | 0:1     | Удінезе (2) |
| Ювентіна Палермо (2) | -:+     | Венеція     |
| Наполі               | 2:3     | Лаціо       |
| Ліворно              | 2:3     | Мілан       |
| Модена (2)           | 0:4     | Болонья     |
| Рома                 | 2:1     | Трієстіна   |
| 2 травня 1943        |         |             |
| Віченца              | 0:1     | Дженоа 1893 |

* - матч не відбувся, гостям була присуджена технічна перемога у зв'язку з висадкою війська союзників на Сицилії.

## 1/4 фіналу
| Команда 1      | Рахунок | Команда 2   |
| -------------- | ------- | ----------- |
| 16 травня 1943 |         |             |
| Болонья        | 2:5     | Дженоа 1893 |
| Лаціо          | 1:2     | Рома        |
| Торіно         | 5:0     | Мілан       |
| Венеція        | 3:2     | Удінезе (2) |

## 1/2 фіналу
| Команда 1      | Рахунок | Команда 2   |
| -------------- | ------- | ----------- |
| 23 травня 1943 |         |             |
| Торіно         | 3:1     | Рома        |
| Венеція        | 3:0     | Дженоа 1893 |

## Фінал
| 30 травня 1943 |

| Торіно                                   | 4:0 | Венеція |
| ---------------------------------------- | --- | ------- |
| Оссола 22', 48' Ферраріс 46' Маццола 52' |     |         |

| «Сан-Сіро», Мілан Арбітр: Джузеппе Дзелоккі |